# Национално знаме на Мавритания
Националното знаме на Мавритания представлява зелено платнище със златен полумесец и златна звезда в средата. В горната и долната част през 2017 г. са добавени червени полета след провеждане на референдум . Знамето в настоящата си форма е одобрено на 15 август 2017 г., а първоначално е прието на 1 април 1959.
Цветовете червено, зелено и златно се разглеждат като панафрикански цветове. Зеленият цвят, полумесецът и звездата са символи на исляма, която е основната религия в Мавритания. Освен това зеленото символизира надеждата и светлото бъдеще, златният цвят пясъците на Сахара и природните богатства на страната, а червеният кръвта пролята за независимост.

## Знаме през годините
- Знаме на Мавритания от 1959 до 2017 г.